# Нороси
Нороси (исп. Norosí) — город и муниципалитет на севере Колумбии, на территории департамента Боливар.

## История
Поселение, из которого позднее вырос город, было основано в 1668 году. Муниципалитет Нороси был выделен в отдельную административную единицу из муниципалитета Рио-Вьехо в 2007 году.

## Географическое положение

Муниципалитет Нороси

Город расположен в восточной части департамента, на правом берегу реки Нороси (бассейн реки Магдалена), севернее хребта Серрания-де-Сан-Лукас Центральной Кордильеры, на расстоянии приблизительно 257 километров к юго-востоку от города Картахена, административного центра департамента. Абсолютная высота — 100 метров над уровнем моря.

Муниципалитет Нороси граничит на севере, востоке и юге с территорией муниципалитета Рио-Вьехо, на западе — с муниципалитетом Тикисио. Площадь муниципалитета составляет 407,2 км².

## Население
По данным Национального административного департамента статистики Колумбии, совокупная численность населения города и муниципалитета в 2015 году составляла 5204 человека.
Динамика численности населения муниципалитета по годам:
| 2008 | 2009 | 2010 | 2011 | 2012 | 2013 | 2014 | 2015 |
| ---- | ---- | ---- | ---- | ---- | ---- | ---- | ---- |
| 5423 | 5389 | 5357 | 5329 | 5299 | 5266 | 5236 | 5204 |

## Экономика
Основу экономики Нороси составляют сельское хозяйство, горнодобывающая промышленность и лесозаготовка.